# St. Lambertus (Veghel)

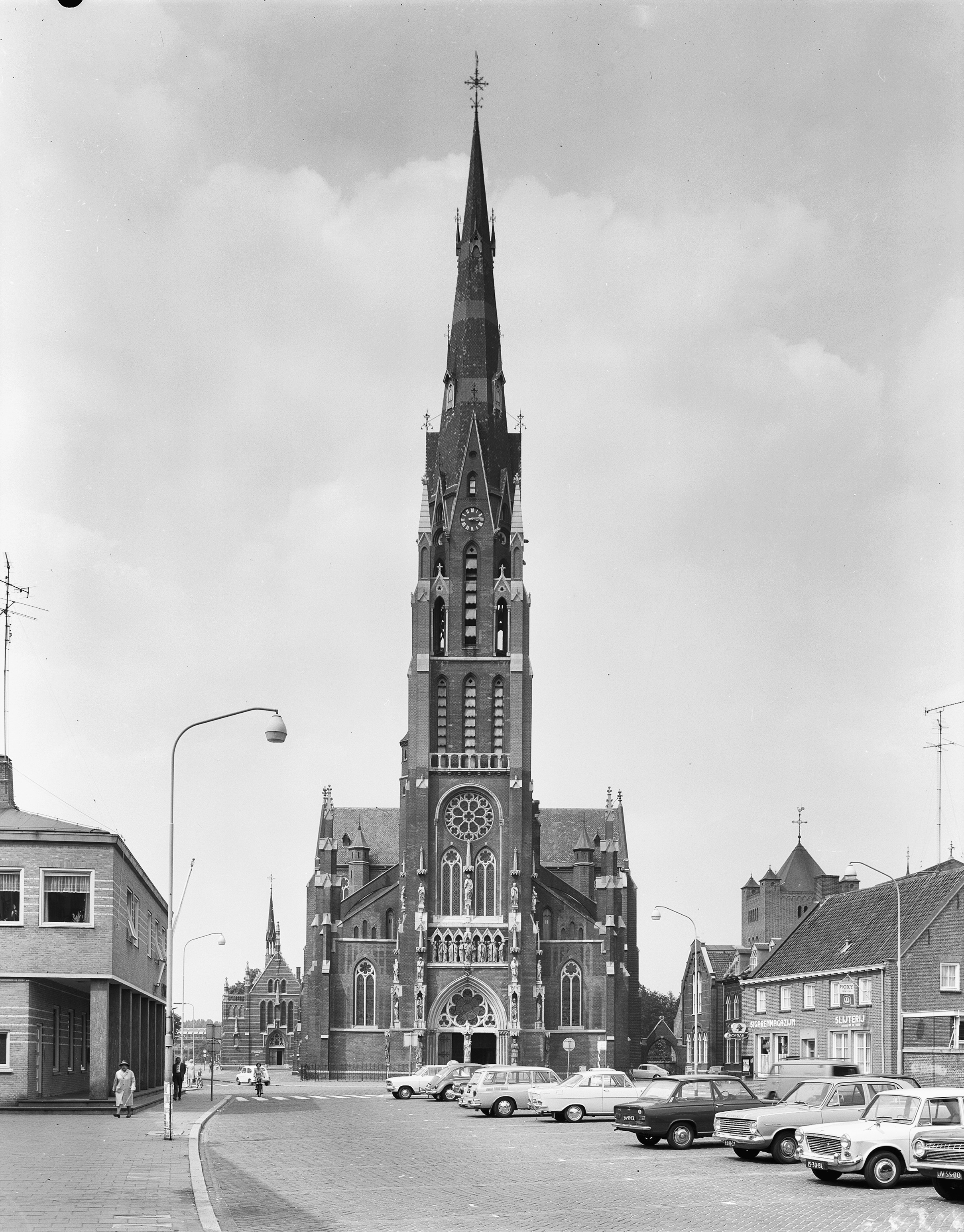
St. Lambertus in Veghel, Vorderansicht

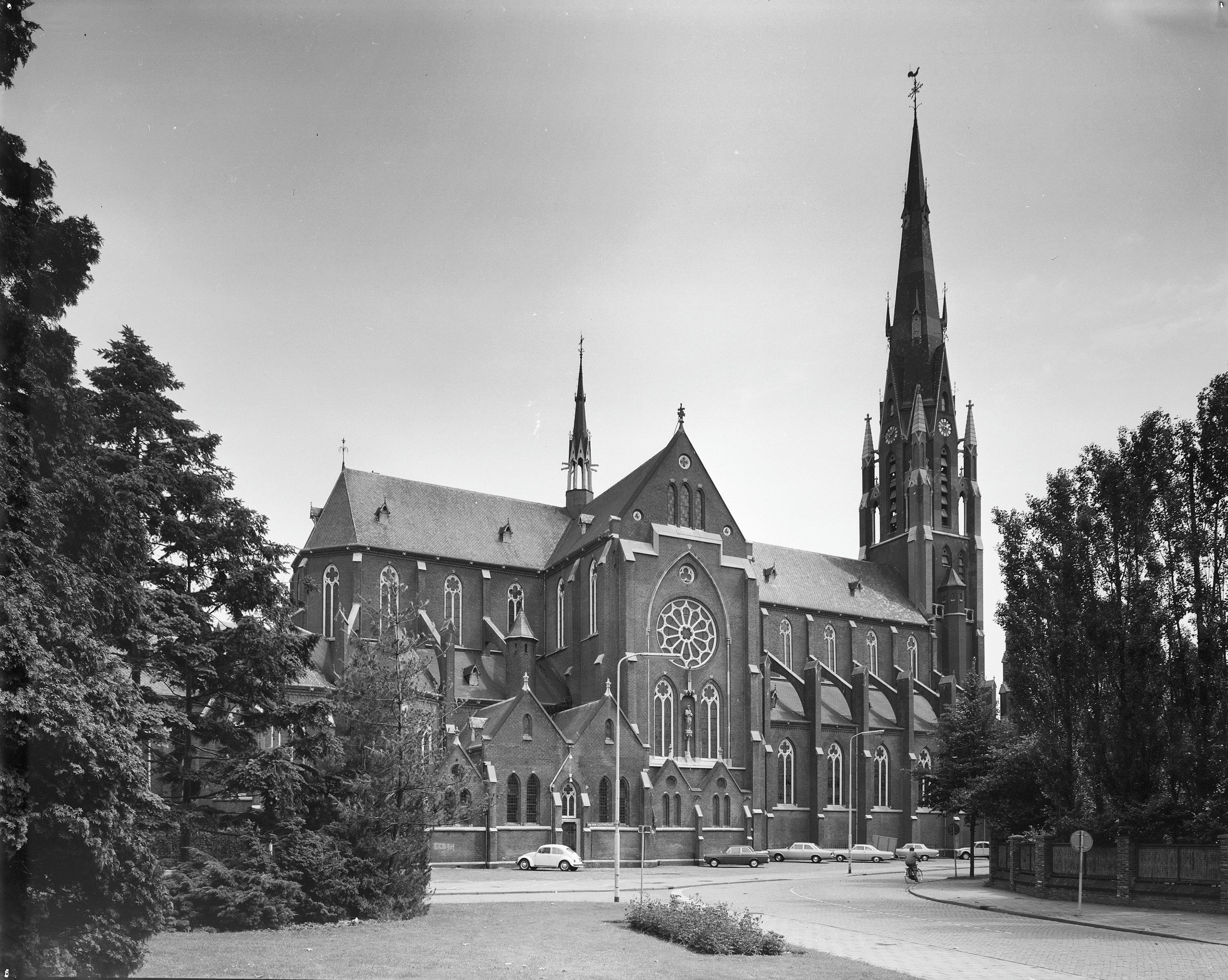
St. Lambertus in Veghel

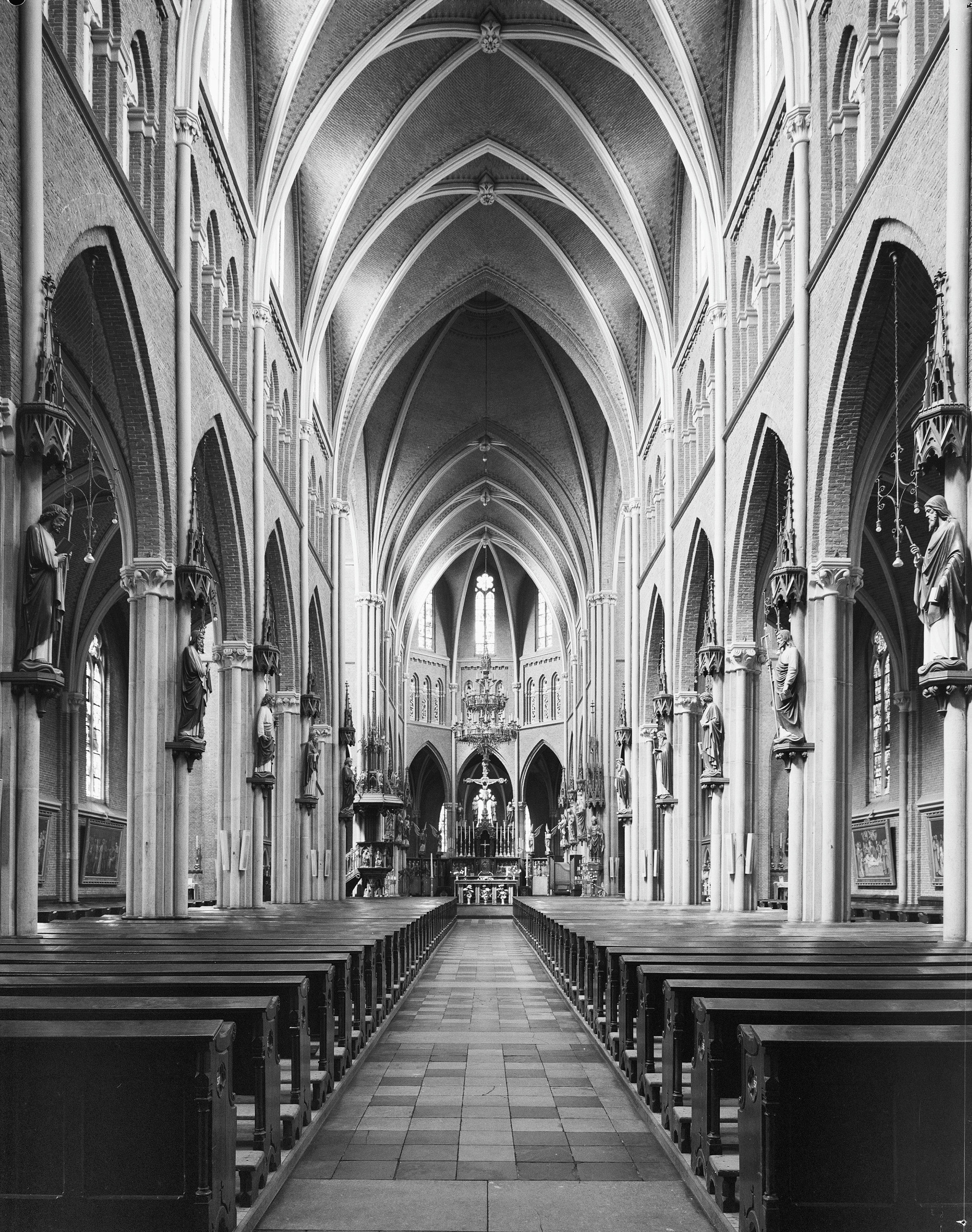
Innere der Kirche

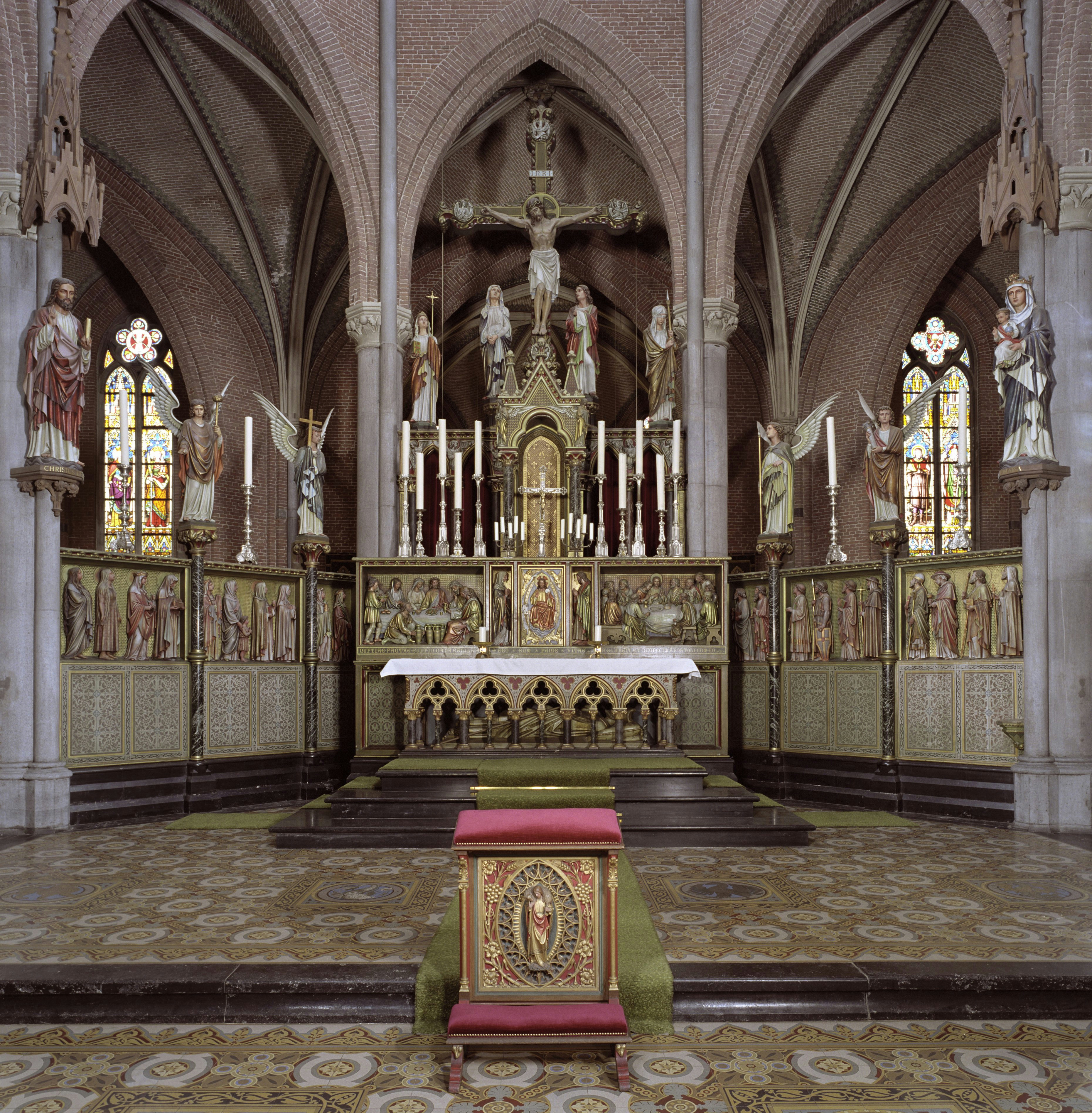
Innere der Kirche

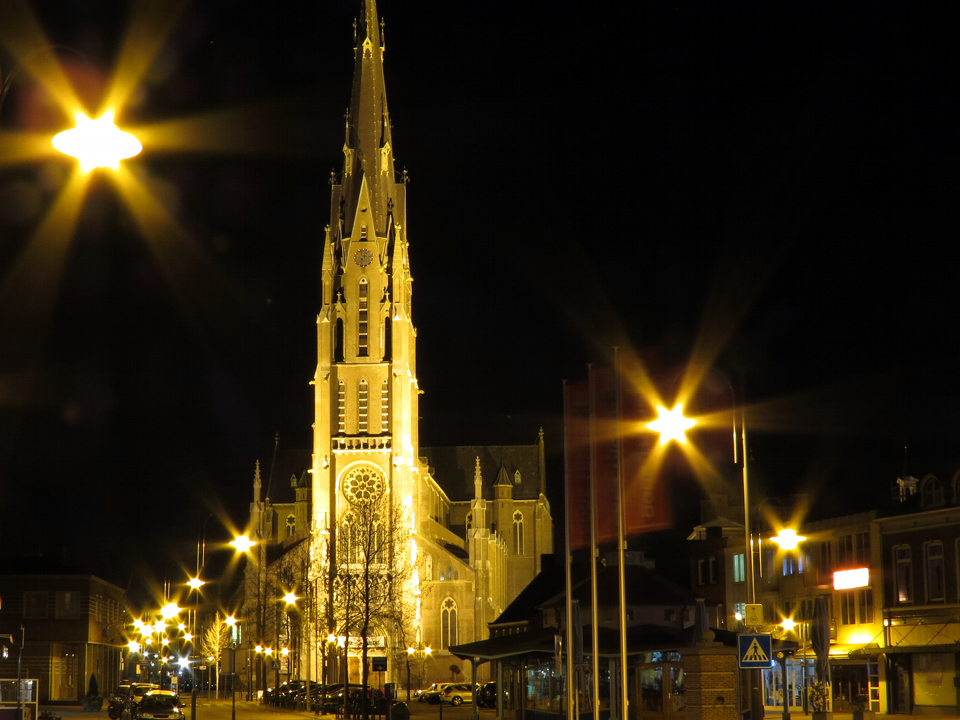
Bei Nacht

Die römisch-katholische Kirche St. Lambertus im niederländischen Veghel ist eine große, dreischiffige, kreuzförmige Kirche in neogotischen Stil. Ihr Entwurf stammt von Pierre Cuypers. Die Kirche wurde zwischen 1858 und 1862 gebaut und bildet einen frühen Höhepunkt in Cuypers’ Werk.

## Beschreibung
Die heutige Kirche wurde errichtet, um die bestehende Kirche aus dem Mittelalter zu ersetzen. Während der Reformation geriet die mittelalterliche Kirche in die Hände der Protestanten, wurde aber 1819 an die katholische Kirche zurückgegeben. Da das Gebäude daraufhin sehr schnell zu klein für die wachsende Gemeinde wurde, bekam Cuypers den Auftrag, eine neue Kirche zu entwerfen, sowie auch ein zugehöriges Pastorat, ein Frauenkloster und eine Schule. Zu dem Zeitpunkt war dies der größte Auftrag, den Cuypers jemals erhalten hatte. Die neue Kirche wurde am gleichen Ort erbaut, an dem sich zuvor eine sogenannte katholische Scheunenkirche (schuurkerk) befunden hatte. Die alte, mittelalterliche Kirche wurde 1860 abgebrochen.
Die Kirche St. Lambertus ist der erste Kirchbau, bei dem sich Cuypers von der französischen Gotik des 13. Jahrhunderts inspirieren ließ. So lässt der Kirchturm zum Beispiel den Einfluss der Kathedrale in Chartres erkennen. Der Chor wurde mit einem Gang und dazugehörigem Kapellenkranz ausgestattet. Das Innere wurde mit Kreuzrippengiebeln aus Backstein versehen. Hierdurch bestätigte P.J.H. Cuypers seinen Ruf als Architekt. Die Ausstattung der Kirche wurde größtenteils durch die Firma Cuypers en Stoltzenberg aus Roermond angefertigt. In den 1960er Jahren wurde die polychrome Ausstattung entfernt.

## Orgel
Die Orgel wurde um das Jahr 1900 von dem Orgelbauer Franssen erbaut. Das Instrument hat 31 Register auf zwei Manualen und Pedal. Die Spiel- und Registertrakturen sind mechanisch.
| I Hauptwerk C–f3 |       |
| Bourdon          | 16′   |
| Prestant         | 8′    |
| Fl. Harmonique   | 8′    |
| Rohrflöte        | 8′    |
| Prestant         | 4′    |
| Flöte            | 4′    |
| Quint            | 2 ⁄3′ |
| Octav            | 2′    |
| Cornet V         |       |
| Mixtur III-VI    |       |
| Trompet          | 16′   |
| Trompet          | 8′    |
| Klaroen          | 4′    |

| II Schwellwerk C–g3 |        |
| Prestant            | 8′     |
| Bourdon             | 8′     |
| Salicional          | 8′     |
| Voix Céleste        | 8′     |
| Sing. Prestant      | 4′     |
| Fl. Travers         | 4′     |
| Piccolo             | 2′     |
| Terz                | 1 3⁄5′ |
| Mixtur III          |        |
| Sesquialter II      |        |
| Solotrompet         | 8′     |

| Pedal C–f1  |     |
| Contrebasse | 16′ |
| Subbass     | 16′ |
| Octavbass   | 8′  |
| Gedecktbass | 8′  |
| Prestant    | 4′  |
| Posaune     | 16′ |
| Trompet     | 8′  |

- Koppeln: II/I, I/P, II/P (auch als Superoktavkoppel)